# 습주조개
습주조개, 또는 플리카토우니오(Plicatounio)는 백악기에 살다 멸종한 민물조개의 일종이다. 대한민국, 중국, 일본 등에서 화석이 발견된다.

## 특징
습주조개는 조가비의 뒤쪽(수관이 위치한 방향) 표면에 대여섯 개의 큰 주름이 방사형으로 나 있다. 두 조가비가 맞닿는 각첩(hinge)에 난 교치(teeth) 중 의주치(pseudocardinal teeth)는 작고 무디다.

## 종
플리카토우니오속에는 다음과 같은 종이 있다.
- 플리카토우니오 낙동엔시스 (모식종) P. naktongensis
- 플리카토우니오 헤이롱이앙엔시스 P. heilongjiangensis
- 플리카토우니오 코바야시 P. kobayashii
- 플리카토우니오 콴몬엔시스 P. kwanmonensis
- 플리카토우니오 라티플리카투스 P. latiplicatus
- 플리카토우니오 물티플리카투스 P. multiplicatus
- 플리카토우니오 나나넨시스 P. nananensis
- 플리카토우니오 옥준이 P. okjuni
- 플리카토우니오 롱시아넨시스 P. rongxianensis
- 플리카토우니오 수브롬비쿠스 P. subrhombicus
- 플리카토우니오 수주키 P. suzuki
- 플리카토우니오 타무라이 P. tamurai
- 플리카토우니오 트리앙굴라리스 P. triangularis
- 플리카토우니오 윤이 P. yooni
- 플리카토우니오 제이앙엔시스 P. zhejiangensis

## 한국의 습주조개
습주조개는 대한민국의 경상누층군에서 자주 발견된다. 습주조개는 경남 하동군에서 발견된 화석이 처음으로 발견되고 연구되었는데, 그 종소명은 낙동강에서 따온 것이다. 그 후 옥준이종과 윤이종이 국내에서 처음 발견되고 연구되었다. 옥준이종은 당시 연세대 명예교수였던 김옥준 박사에서, 윤이종은 당시 부산대에서 연체동물을 연구하던 윤선 박사에서 이름을 따왔다.
하산동층에서는 낙동엔시스종, 옥준이종 및 윤이종이 발견되며, 진주층에서는 낙동엔시스종이 보고된 바 있다. 

## 참고 문헌
1. 1 2  양승영 (1985). “[보고서]한국산 Plicatounio속 (백악기 비해성 이매패)에 관하여”. 2022년 6월 17일에 확인함.
2. ↑  “Molluscabase - Plicatounio Kobayashi & Suzuki, 1936 †”. 2022년 6월 17일에 확인함.
3. ↑  Yun, Cheol-Soo; Yang, Seong-Young (2004년 12월). “Three bivalve fossils from the Dongmyeong Formation of Gisan, Goryeong in Korea”. 《고생물학회지》 20 (2): 173–181.